# Agnès de Rome
Pour les articles homonymes, voir sainte Agnès.
Agnès de Rome ou sainte Agnès (née vers 291 et morte en 304 ou 305) est une vierge, sainte et martyre, fêtée le 21 janvier selon le Martyrologe romain en tant que martyre de la pureté. 
Ses principaux attributs sont un agneau blanc, la palme du martyre, un rameau ou une couronne d'olivier, une épée ou un poignard et un bûcher en flammes. Son prénom vient du grec ancien ἀγνός, agnos, qui signifie « chaste, pur ». 
Cette sainte célèbre est principalement connue par des traditions orales recueillies dans la seconde moitié du IVe siècle dans les écrits de saint Damase et saint Ambroise. La légende hagiographique est enrichie au Ve siècle par le poète Prudence et les Passions grecques de la sainte qui figurent dans la Bibliotheca hagiographica graeca, et au VIe siècle par les Passions latines dans la Bibliotheca hagiographica latina, notamment la Passion pseudo-ambrosienne qui s'impose comme la référence littéraire et hagiographique de la sainte et bénéficie en Occident d'une renommée importante. Sur le nom même d'Agnès qui invitait à en faire une vierge et sur un mince canevas historique, la légende a ainsi greffé traditions et topoi littéraires.

## Hagiographie

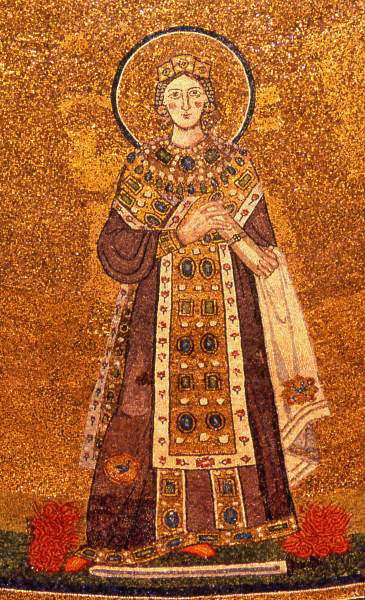
Sainte Agnès.

La vie et le martyre d'Agnès sont rapportés par saint Damase, par Ambroise et Prudence (Peristephanon 14), ainsi que par les Passions grecques et romaines qui mentionnent la depositio (déposition de son corps) dans les catacombes de Sainte-Agnès (en) près de la via Nomentana. Tous les récits médiévaux relatifs au martyre d'Agnès (hymnes, poèmes, sermons, abrégés) se basent sur un texte de référence, la Passion pseudo-ambrosienne. Le dominicain Jacques de Voragine rapporte aussi son histoire dans La Légende dorée. Son récit dans ce recueil d'hagiographies rédigé entre 1261 et 1266 est constitué du remploi, de la réécriture et de l'assemblage de ces sources antiques.
Née vers 291, Agnès serait issue de la noblesse romaine, hypothèse dénuée de preuve selon l'historien Paul Allard. Elle serait la sœur de lait de sainte Émérentienne.
À l'âge de douze ou treize ans (topos de la littérature antique, symbolisant une frontière entre l’enfance et l’âge adulte) selon Ambroise, elle rejette les avances du fils du préfet de Rome qui la courtise avec empressement, lui déclarant qu'elle est déjà fiancée à quelqu'un de bien plus noble que lui. Le jeune homme serait tombé malade d'amour. 

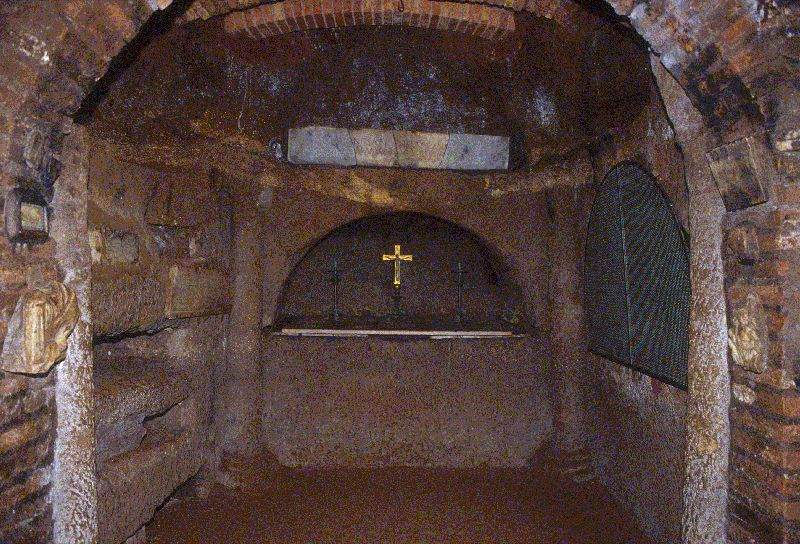
Memoria (petit mausolée) de la martyre dans les catacombes de Sainte-Agnès.

Lorsque son père en connaît la raison, il convoque Agnès qui lui confie qu'elle est chrétienne et promise à Jésus-Christ. Le préfet lui ordonne alors de sacrifier aux dieux romains sous peine d'être enfermée dans un lupanar. Refusant de lui céder, Agnès est dépouillée de ses vêtements et conduite, nue, à travers la ville, jusqu'au lieu de prostitution, mais ses cheveux se mettent à pousser miraculeusement, recouvrant entièrement son corps. 
Arrivée dans le lupanar, un ange apparaît et l'enveloppe d'une lumière éblouissante, et le lupanar devient un lieu de prière. Alors que le fils du préfet lui rend visite, bien décidé à la conquérir, un démon l'étrangle et il meurt. Fou de colère, le préfet ordonne qu'Agnès soit brûlée en place publique comme une sorcière, mais le feu épargne la jeune fille et détruit ses bourreaux ; finalement, Agnès est égorgée. Avant que le bourreau ne frappe, Agnès lui aurait dit : « Celui qui le premier m'a choisie, c'est Lui qui me recevra ». 
Sur ce point, La Légende dorée diverge et raconte que le gouverneur veut qu'Agnès prouve qu'elle n'a pas usé de magie en ressuscitant son fils, ce qu'elle fait par la prière ; les prêtres la font alors arrêter, et le gouverneur, qui aurait voulu la libérer mais craint la proscription, charge un substitut de la juger. Ce dernier la fait brûler, mais le feu l'épargne et touche le peuple déchaîné qui se tient autour. Le substitut la fait alors égorger.
Son martyre se serait déroulé en 304 ou 305 pendant la persécution de Dioclétien mais tous les historiens ne sont pas fixés sur le lieu, la date de sa mort (présumée le 21 janvier 304 ou 305) et le mode du martyre. Toutefois, la tradition estime que la jeune fille a succombé à l'endroit où se trouve aujourd'hui la crypte de l'église Sainte-Agnès-en-Agone sur la piazza Navona, de préférence en 305.

## Postérité

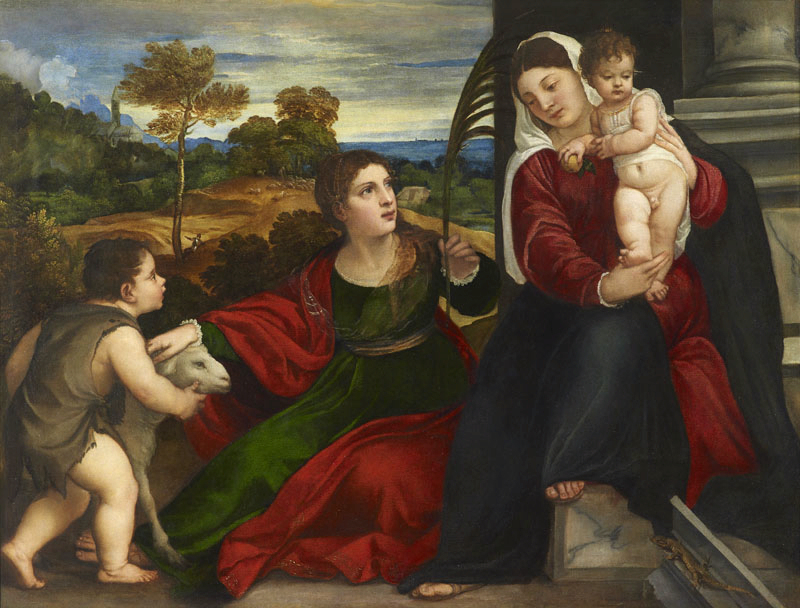
La Vierge, l'Enfant, sainte Agnès et saint Jean-Baptiste, par Titien en 1535.

### Culte
La dévotion à Agnès est basée sur une riche littérature « mais s'appuyant sur très peu — sinon sur une absence totale — de bases historiques ».
La plus ancienne attestation de son culte date de 354, avec le Depositio Martyrum qui mentionne au 21 janvier la déposition d'Agnès sur la via Nomentana, et tous les anciens sacramentaires consacrent des formulaires à son anniversaire. La fête de sainte Agnès, semi-double au Moyen Âge, est insérée comme double dans le calendrier romain de 1568 (21 janvier et octave d'Agnès, Agnetis secundo, le 28 janvier).
Depuis le XVe siècle, chaque année le 21 janvier, en mémoire du martyre, le pape bénit deux agneaux élevés dans un couvent romain et dont la laine sera utilisée pour le futur pallium des archevêques nommés au cours de l’année.
Elle fait partie des sept martyres citées dans le canon de la messe : «Perpétue et Félicité, Agathe, Lucie, Agnès, Cécile, Anastasie ».

### Sanctuaires romains
À Rome, la basilique Sant'Agnese fuori le Mura abrite la tombe de la martyre, au-dessus des catacombes qui portent son nom. À côté de l'église médiévale, qui est l'un des principaux lieux de pèlerinages romains, se dressent les ruines d'une imposante basilique construite par Constantin, dont une annexe, la tombe de sa fille sainte Constance, demeure intacte (avec de magnifiques mosaïques).
L'église romaine Sainte-Agnès-en-Agone, reconstruite par Borromini, se dresse sur la piazza Navona, ancien stade de Domitien, sous une voûte duquel avait été exposée la martyre. Sur l'emplacement du « lupanar » se trouve maintenant une chapelle souterraine.

### Patronage
Sainte Agnès est la sainte patronne de la chasteté, des couples, des vierges, de la pureté corporelle, des jeunes filles, des victimes de viol, des récoltes, et des guides (scoutisme). Également des Enfants de Marie Immaculée, du Collegio Capranica de Rome et du diocèse de Rockville Centre dans l'État de New York. 
L'ordre de la Très Sainte Trinité (ordre religieux fondé en 1193 pour le rachat des captifs chrétiens capturés par les barbaresques) la vénère également.
Les Filles de Sainte Agnès est une société religieuse fondée en 1678 à Paris, pour l'instruction des jeunes filles pauvres, supprimée en 1790.

## Iconographie

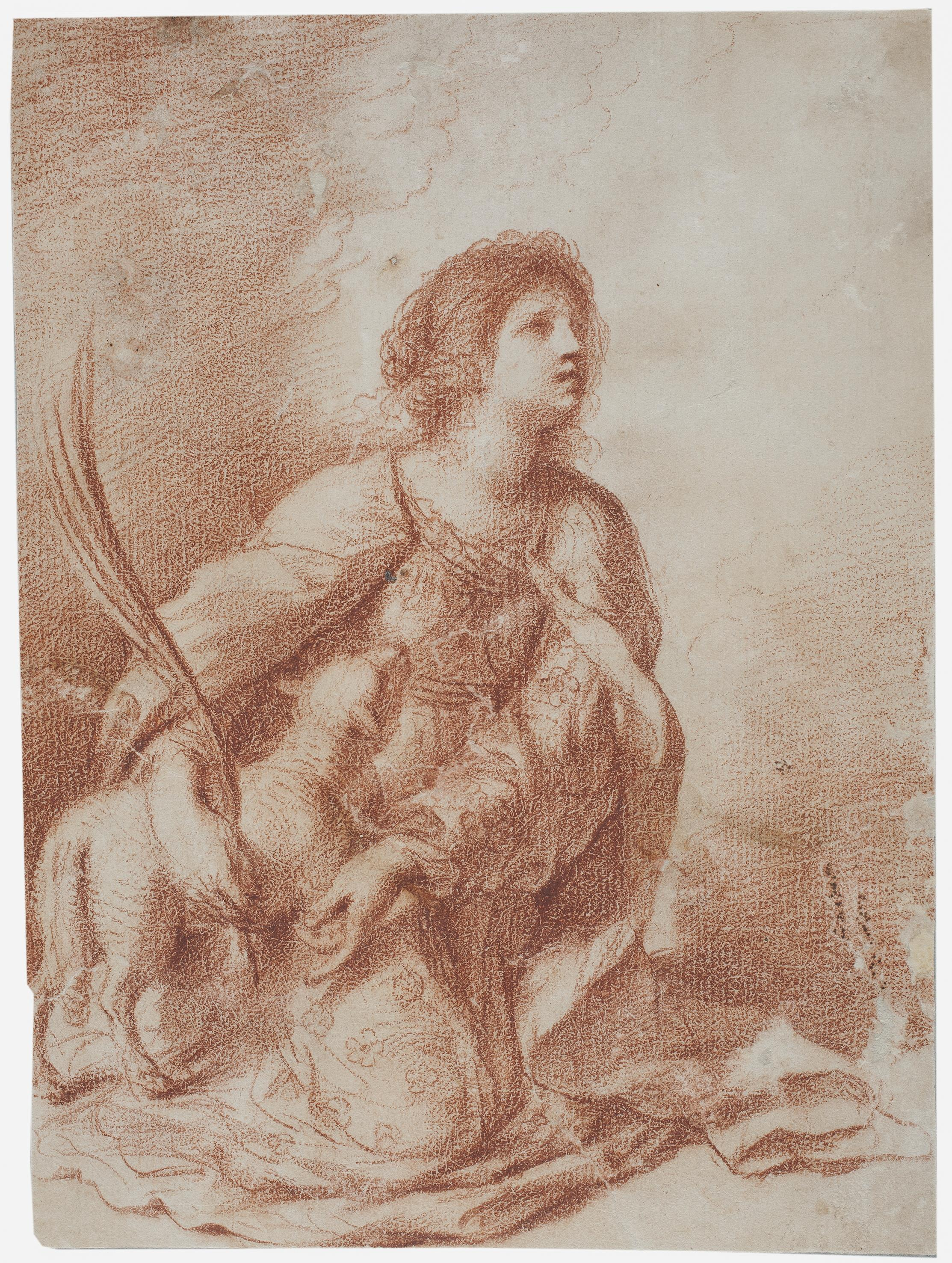
Sainte Agnès, Le Guerchin, musée du Prado, Madrid (v. 1655).
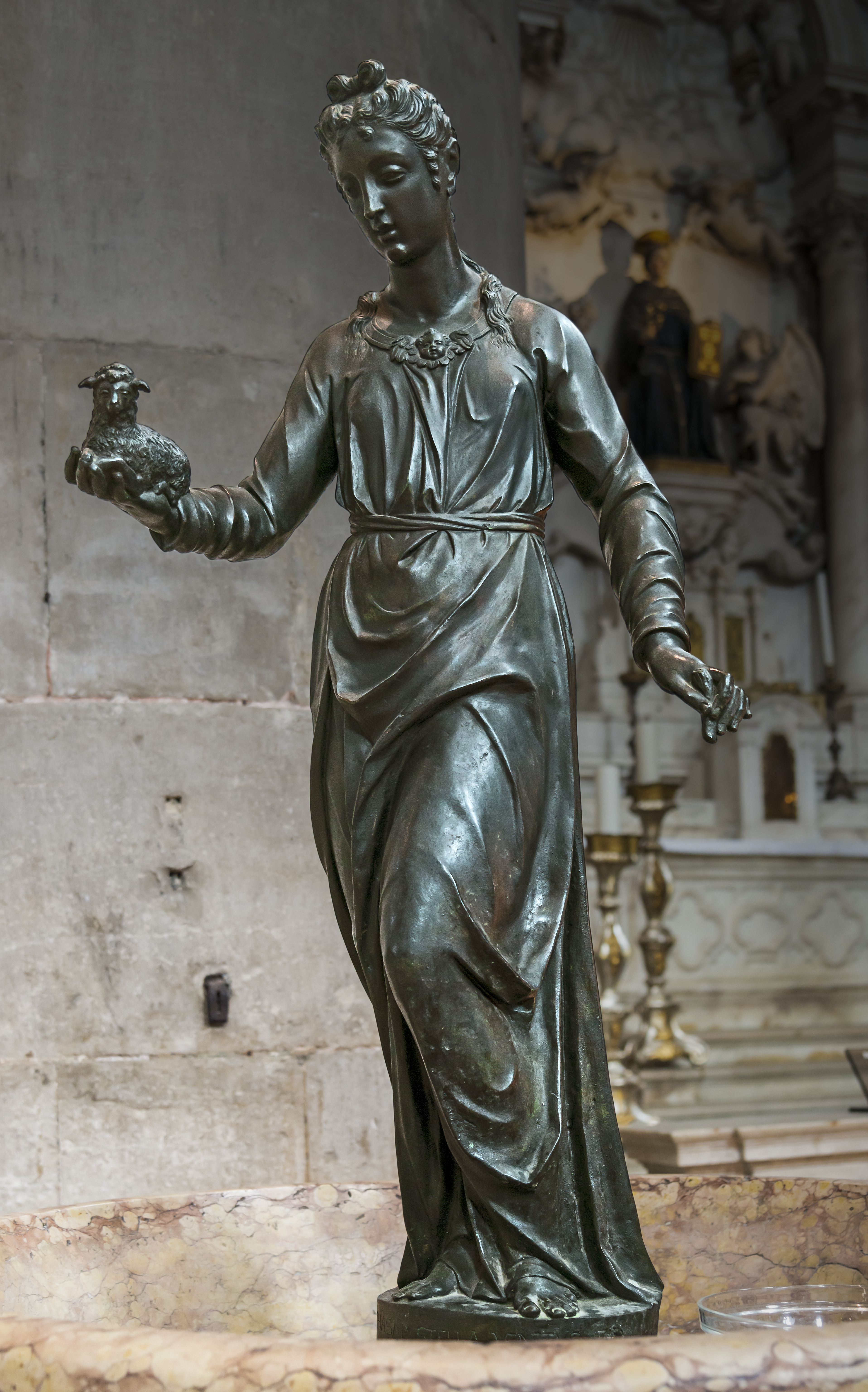
Basilique Santa Maria Gloriosa dei Frari, statue en bronze (1593).
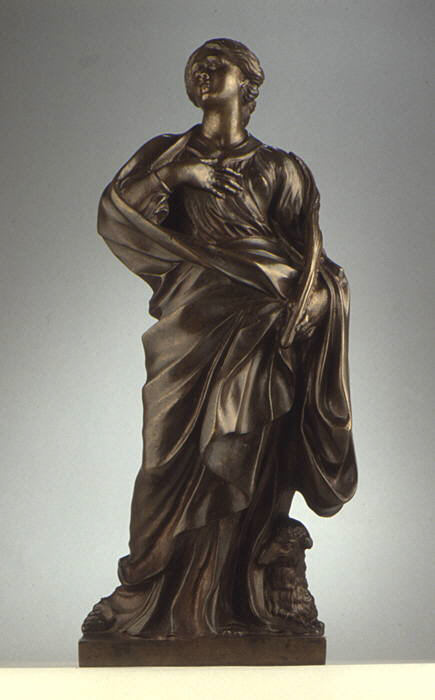
Statuette en bronze de Gian Lorenzo Bernini (fin du XVIIe siècle).
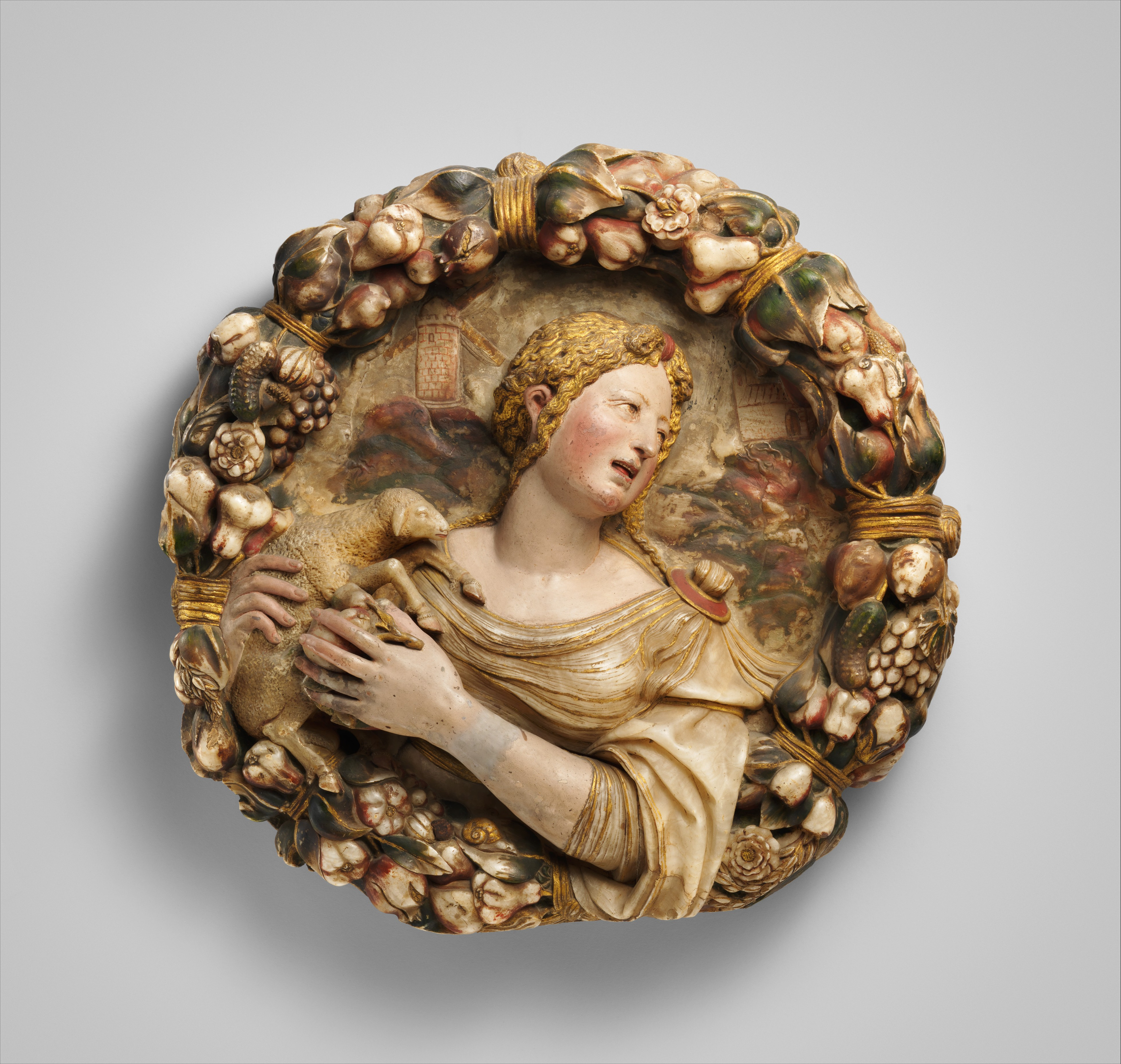
Médaillon d’albâtre par Diego de Tiedra (milieu du XVIe siècle).

Sainte Agnès est généralement représentée avec un agneau à ses pieds ou dans ses bras. Bien qu'il n'y ait aucun rapport étymologique entre le grec ἀγνή, agnê, (à l'origine du prénom Agnès) et le latin agnus (agneau), les Romains ont en effet très tôt rattaché la sainte au nom agnus par allusion à l'agneau mystique, faisant d'elle la personnification féminine de l'Agnus Dei. « De cette étymologie populaire dérive la légende de la sainte dont on a fait un modèle de chasteté et de douceur ». 
Elle peut aussi être présentée recouverte de ses longs cheveux ou du manteau dont l'enveloppe un ange. Les artistes la montrent aussi lors de son martyre, indemne proche d'un bûcher ou prête à être égorgée.
José de Ribera : Sainte Agnès en prison Galerie des Beaux Arts Dresde.
Vicente Masip : Martyre de sainte Agnès Musée du Prado 1540.
Joseph-Désiré Court : Le Martyre de sainte Agnès, 1864, musée des Beaux-Arts de Rouen.